# Jean Pernet (Rosenzüchter)

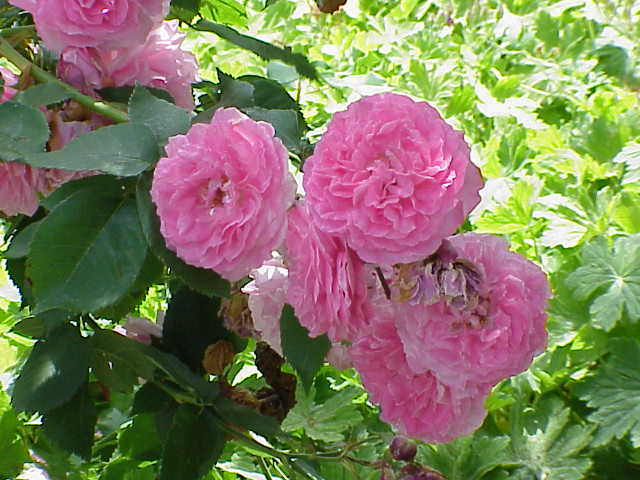
Jean Pernets Bourbon-Rose 'Prince Napoléon', 1864

Jean Pernet, genannt Pernet père („Pernet Vater“; eigentlich: Jean Claude Pernet; * 15. Oktober 1832 in Passins (Isère); † 31. März 1896 in Villeurbanne), war ein französischer Rosenzüchter.

## Leben
Bereits sein Vater Claude Pernet eröffnete 1845 in Lyon eine Rosenschule, jedoch sind von diesem keine Rosensorten bekannt.
Jean Pernet begann zunächst in der Baumschule von Normand in Côte-Saint-André. Er kehrte jedoch bald zurück nach Lyon, um dort eine Lehre bei dem Rosenzüchter Jean-Baptiste Guillot père zu machen. Später arbeitete er in Paris bei Louis Lévêque und Hippolyte Jamain.

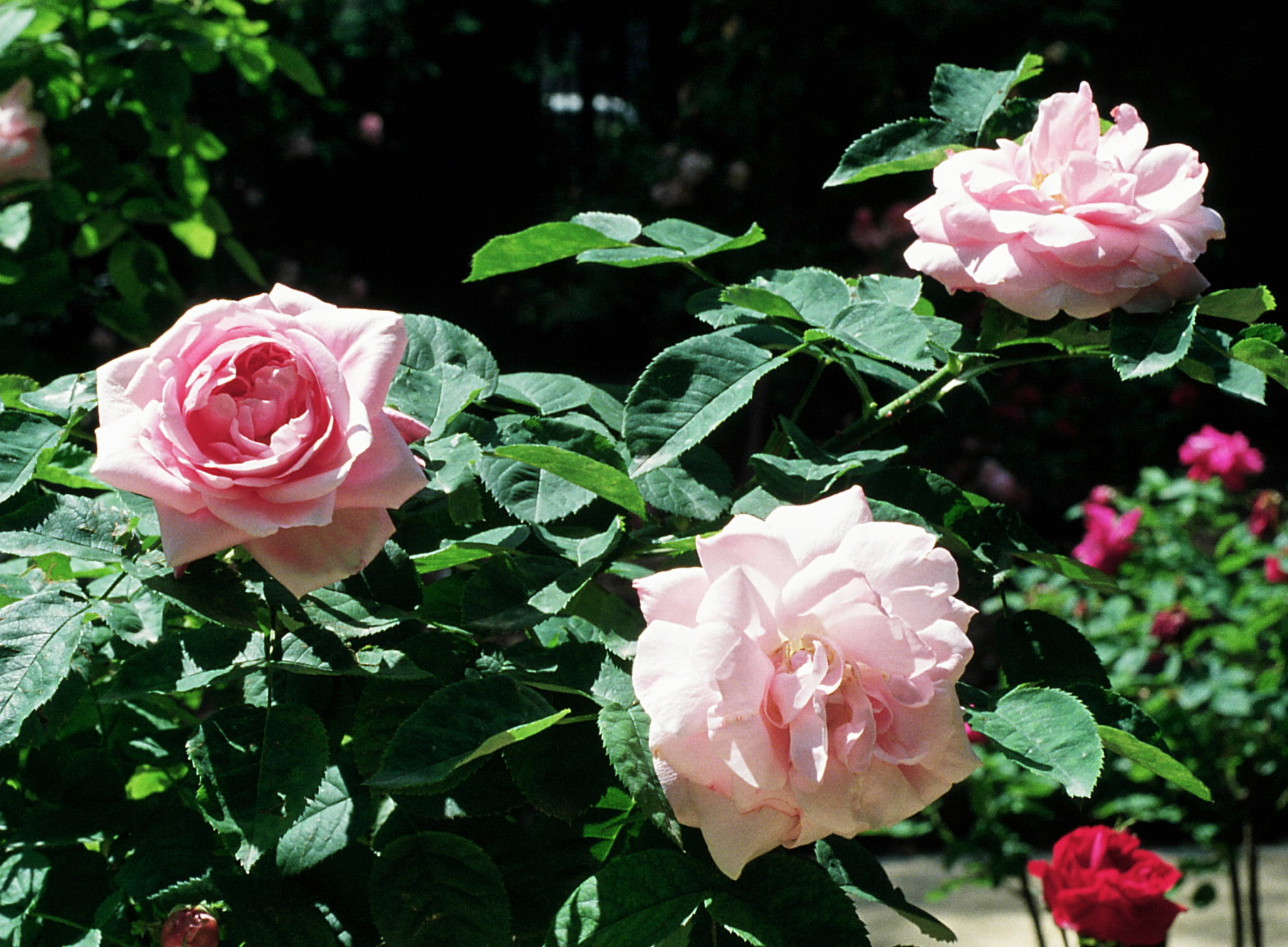
'Baronne Adolphe de Rothschild' (auch: 'Baroness Rothschild'), 1867

Zurück in Lyon, machte er sich 1855 oder 1856 selbständig; sein Betrieb befand sich an der Route de Vaux. 1859 wurde sein Sohn Joseph geboren, der später als Joseph Pernet-Ducher ein weltberühmter Rosenzüchter wurde. Um ihn von seinem Sohn zu unterscheiden, wird Jean Pernet daher auch als Pernet père bezeichnet.
In den folgenden 40 Jahren züchtete er über 80 neue Rosensorten, darunter die beiden rosafarbenen Remontant-Rosen 'Baronne Adolphe de Rothschild' (auch: 'Baroness Rothschild', 1867) und 'Baronne Nathaniel de Rothschild' (1884).
Andere noch heute existierende und verwendete Sorten von Pernet père sind: die rosafarbene Bourbon-Rose 'Prince Napoléon' (1864), die dunkelrosa Remontant-Rose 'Marquise de Castellane' (1869), die pinkfarbene und nach den gleichnamigen Rosenzüchtern benannte Moosrose 'Soupert et Notting' (1874), die scharlach-glutrote 'Marie Louise Pernet' (1876), die rosa Moosrose 'Louis Gimard' (1877), die rosig-weiße 'Merveille de Lyon' (1882), die kirschrote Noisette-Rose 'Triomphe des Noisettes' (1887), die hell-scharlachrote Teehybride 'Marquise de Salisbury' (auch: 'Marchioness of Salisbury', 1890) sowie die himbeerrote Teehybride 'Triomphe de Pernet père' (1890).
Jean Pernet starb 1896 mit 64 Jahren in Villeurbanne. Sein Andenken wurde durch den enormen Erfolg seines Sohnes etwas in den Schatten gestellt.

## Galerie: Rosen von Jean Pernet

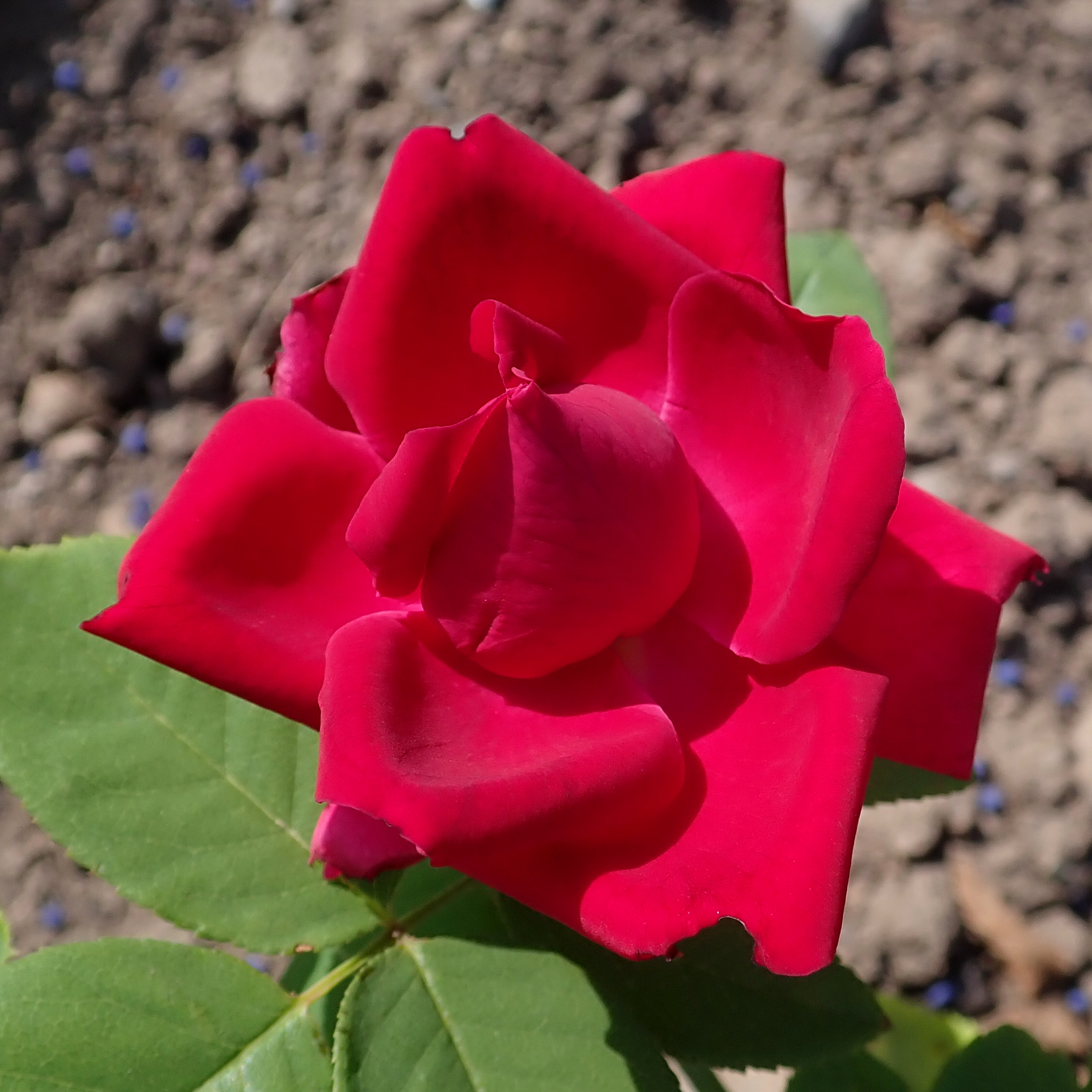
'Marie Louise Pernet', 1876
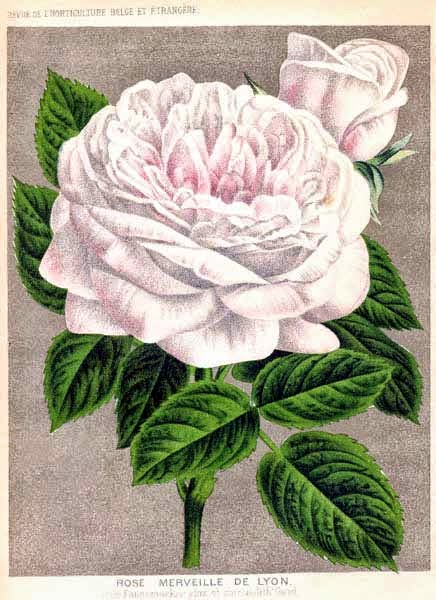
'Merveille de Lyon', 1882
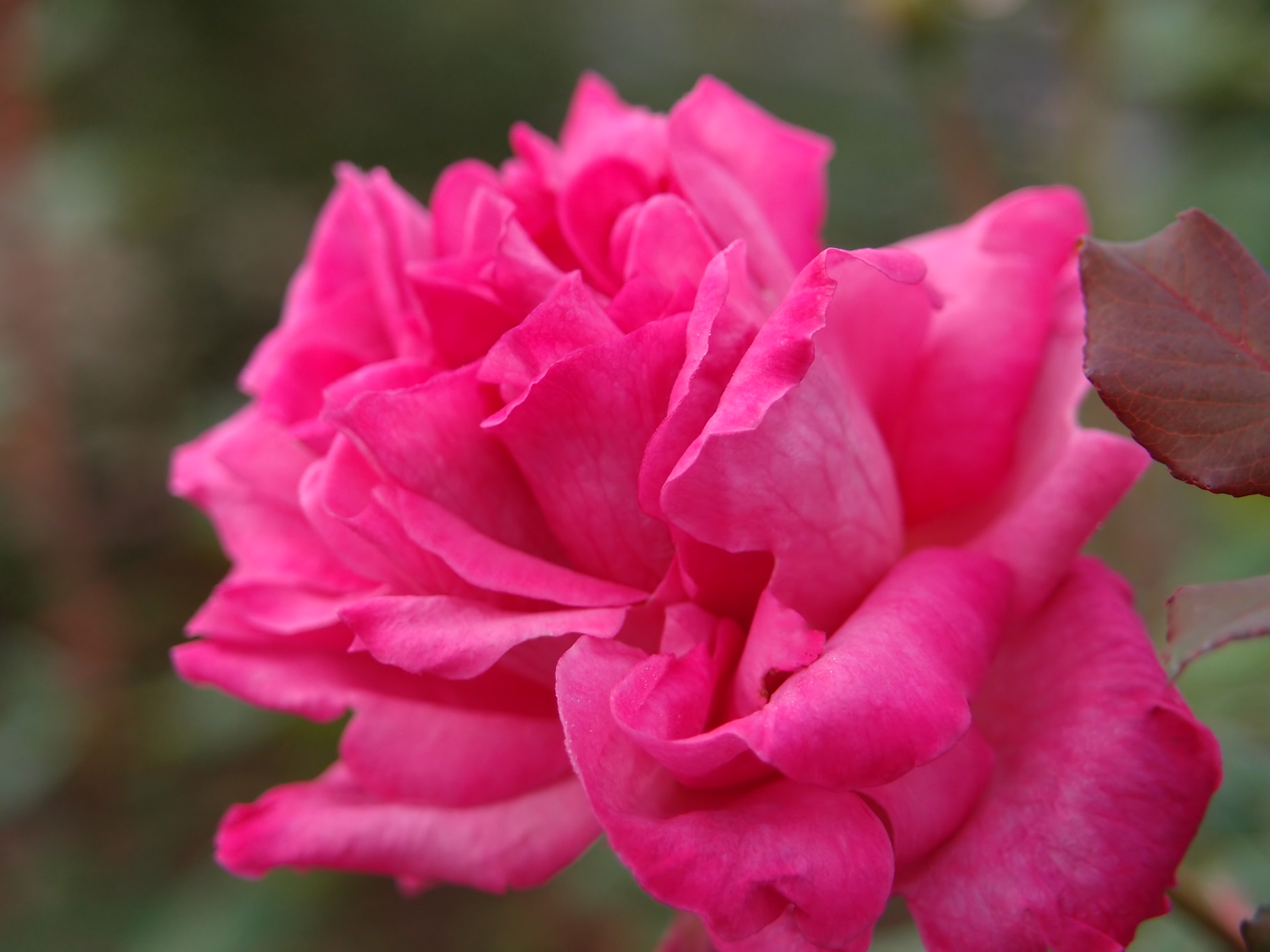
'Triomphe de Pernet père', 1890